# Ringwallanlage Nack
Die Ringwallanlage Nack ist eine Ringwallanlage, die nordwestlich von Idstein, zwischen den Ortsteilen Wörsdorf und Niederauroff  im südhessischen Rheingau-Taunus-Kreis liegt.
Durch Einheimische wird meist davon ausgegangen, dass es sich hierbei um eine Anlage keltischen Ursprungs handelt. Expertenseitig ordnete man die Anlage aufgrund des Erhaltungszustands und der Bauart bisher dem frühen Mittelalter zu. Begehungen von Sabine Schade-Lindig im Jahr 2019 erbrachten aber mehrere (noch nicht dokumentierte) Funde eindeutig keltischen Ursprungs.
Nicht zu verwechseln ist die Anlage mit der in gleichem Areal etwa 1 km südlich entfernt liegenden Burg Holdersberg.

## Lage

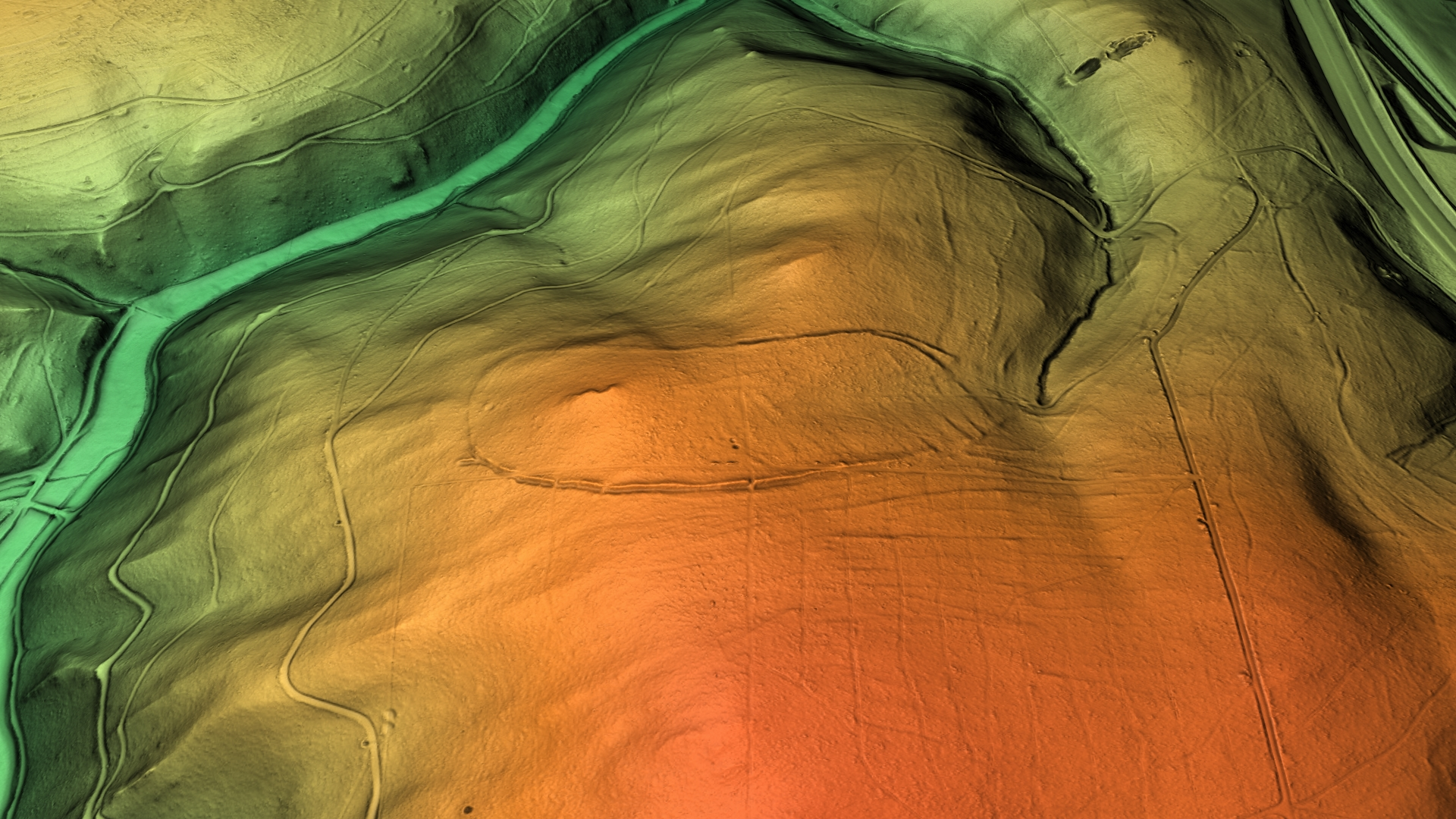
Digitales Reliefbild des Geländes

Die Wallanlage befindet sich auf dem nördlichen Sporn der ca. 400 m hohen Bergkuppe Nack, die im Westen von Süd nach Nord halbkreisförmig umlaufend durch Täler des Auroffer Baches und des Kesselbaches begrenzt wird und im Osten flacher in die Wörsbacher Senke (Idsteiner Senke) abfallend durch die hier in Nord-Süd-Richtung verlaufende Autobahn A3 eingeschlossen ist. Berg und Wallanlage liegen aber noch am östlichen Ende des Naturraumes Östlicher Aartaunus. Der Nack hat porphyroidführende geschichtete Gesteine der Spitznack-Schichten (Unterems-Stufe) des Kauber Zugs, die auch als Singhofener Schichten bezeichnet werden.

## Beschreibung
Die Anlage weist in Ost-West-Richtung eine Länge von rund 450 m und in Nord-Süd-Richtung eine Breite von rund 180 m auf. Sie ist vergleichsweise gut erhalten.
Der ovale Ringwall ist mit Ringwall und vorliegendem Graben an seiner Südfront mit einer Länge von etwa 410 m am besten erhalten. Der etwa 8 m breite Wall erhebt sich an seinen kräftigsten Stellen bis etwa 1,30 m über die Innenfläche bzw. bis etwa 1,40 m über die Sohle des 7 m bis 10 m breiten Grabens. Der Graben ist von außen noch knapp 1,0 m tief.
Der teilweise sehr gut erhaltene Ringwall in relativ ebenem Gelände des flachen Bergkegels, quer zum Sporn, hat eine Ost-West-Ausdehnung von etwa 450 m Länge und 180 m Breite in Nord-Süd-Richtung. Außer neuzeitlichen Wegedurchbrüchen lässt sich kein alter Eingang mit Torflanken finden, wie er eigentlich für Ringwallanlagen typisch wäre. An seinem Westende ist eine Senke vorgelagert, im westlichen Bereich befinden sich Geländeterrassen, im Nordostviertel ist der Wall deutlicher ausgeprägt. Teilweise befindet sich vor dem Graben ein zweiter, nur noch ca. 0,3 m hoher Außenwall. Die Ostseite lässt nur Schlüsse zum kaum noch vorhandenen Wallverlauf zu, der hier durch wohl  mittelalterliche Ackerterrassen nicht mehr sichtbar bzw. zerstört ist.

## Geschichtliche Einordnung
Wie auch die Anlage der Burg Holdersberg ist die Geschichte der Ringwallanlage Nack nicht erforscht. Dies ist darauf zurückzuführen, dass bis dato keine Ausgrabungen durchgeführt wurden und sich auch keine Erwähnungen in historischen Dokumenten finden. Die Pioniere nassauischer Wallgrabenforschung Karl August von Cohausen und Christian Ludwig Thomas, wie später auch Ferdinand Kutsch, erwähnen den Ringwall Nack gar nicht, trotz dessen vergleichsweise guten Erhaltungszustands. Tatsache ist, dass die Existenz des Ringwalls Nack erst 1958 durch den Wörsdorfer W. Mankel bekannt gemacht wurde.
Auf Basis der Anlagen wird davon ausgegangen, dass der Ringwall Nack keinen Siedlungsplatz darstellt, sondern es sich hier wahrscheinlich um eine Sammel- bzw. Fluchtburg handelt. Aufgrund von Funden im weiteren lokalen Umfeld ordnete man die Anlage in Fachkreisen der fränkischen Epoche zu. Neuere, noch zu hinterlegende Funde, von keltischen Keramiken stellen die zeitliche Einordnung wieder in Frage.

## Denkmalschutz
Der Bereich der Wallanlage ist ein Bodendenkmal nach dem Hessischen Denkmalschutzgesetz. Nachforschungen und gezieltes Sammeln von Funden sind genehmigungspflichtig, Zufallsfunde an die Denkmalbehörden zu melden.

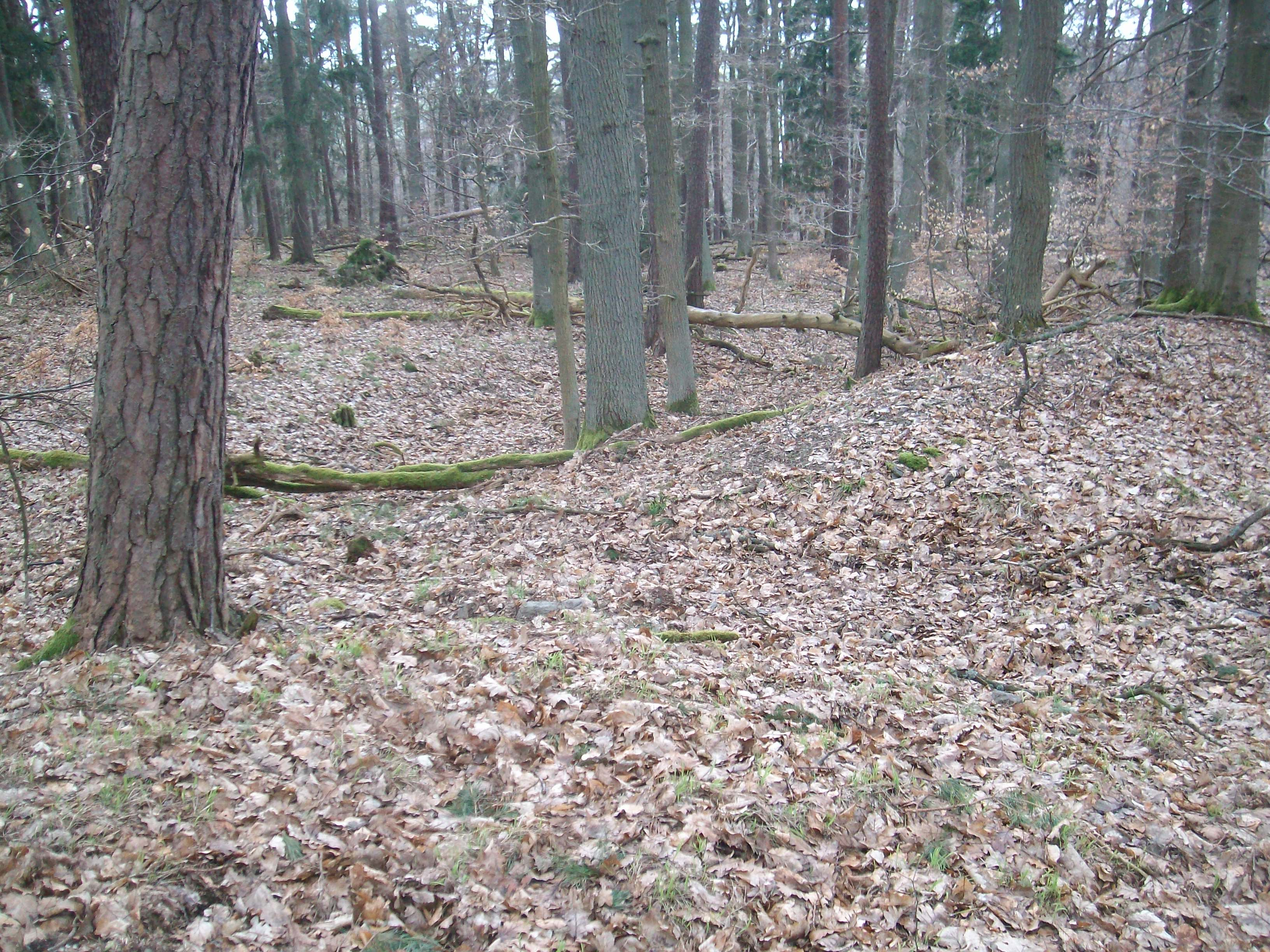
Teile der Wallanlage
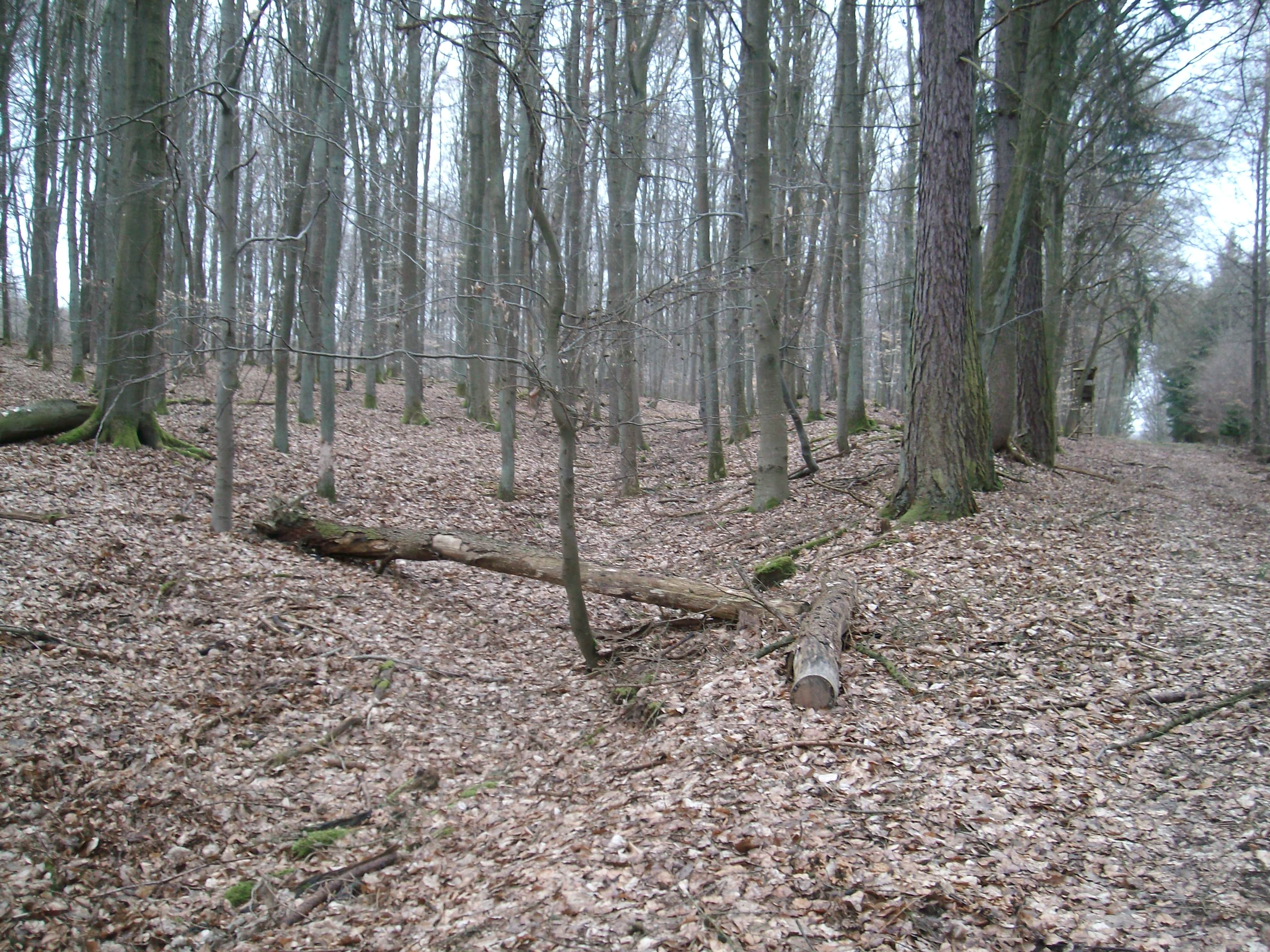
Teile der Wallanlage
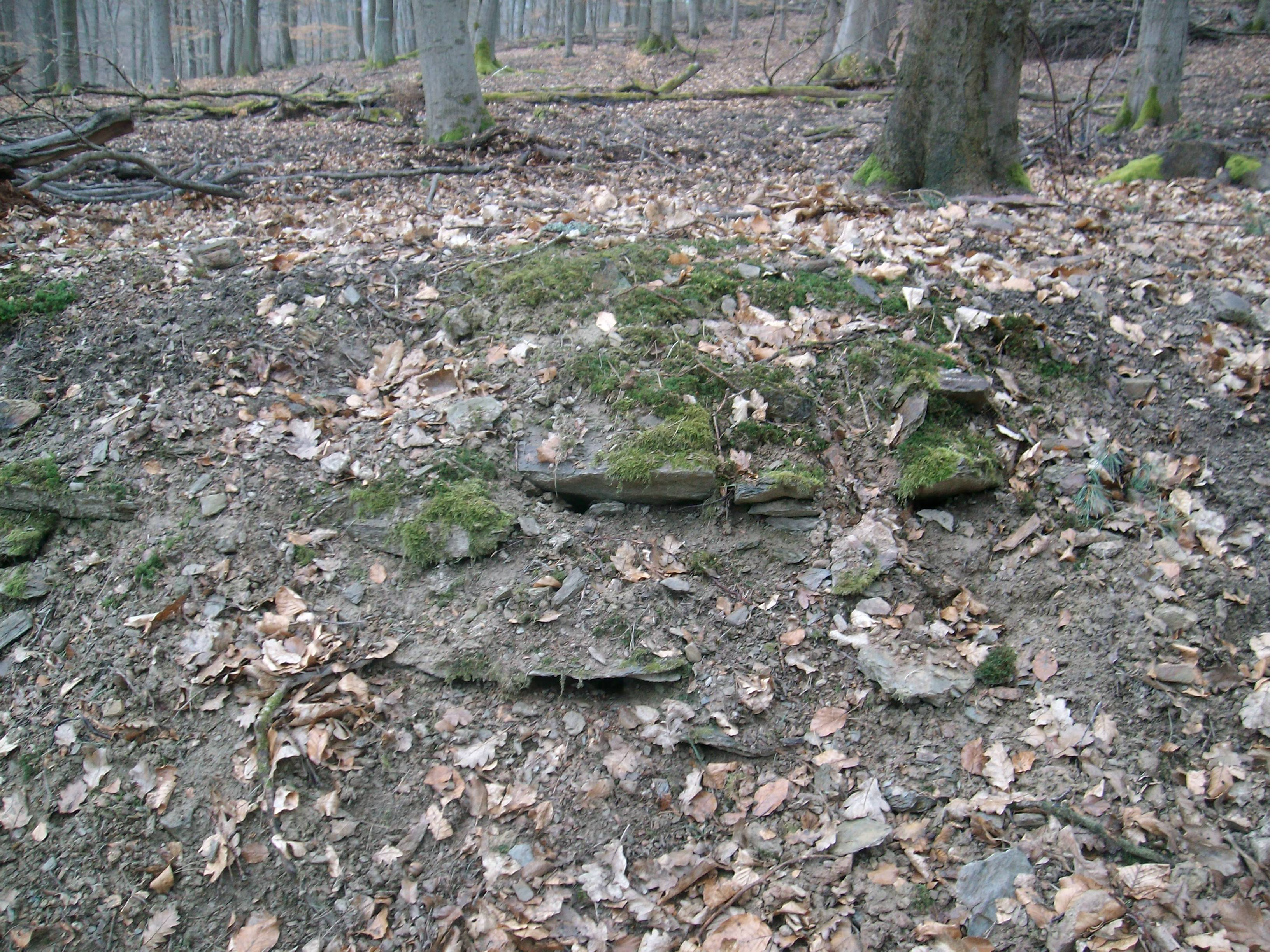
Mauerwerksreste an der Wallanlage